# Абдул-Гадиров, Исмаил Гафар оглы
Абдул-Гадиров Исмаил Гафар оглы (азерб. İsmayıl Qafar oğlu Abdul- Qədirov; 15 февраля 1936, Исмаиллинский район — 16 августа 2021, Баку); азербайджанский спортсмен, тренер и педагог, заслуженный деятель физической культуры и спорта Азербайджанской Республики (2006).

## Биография
В 1959 году окончил Азербайджанский государственный институт физической культуры.
С 14 лет начал заниматься спортом, в 1950 году присоединился к спортивному обществу «Динамо», где специализировался на греко-римской борьбе. Впоследствии стал тренером и с 1965 по 1968 годы возглавлял сборную школьников, которая в 1967 году заняла третье место на X юбилейной Спартакиаде школьников СССР.
После окончания института работал на кафедре «Борьба и ее методика». В 1961 году получил звание «Отличник физической культуры и спорта», в 1966 году стал судьей всесоюзной категории по борьбе. С 1980 по 1990 годы возглавлял кафедру, затем долгое время был деканом заочного факультета института. В 1991 году ему было присвоено звание доцента, а позже — профессора кафедры теории и методики физического воспитания. Автор более 30 учебников и учебных пособий.
Скончался 16 августа 2021 года в Баку в возрасте 85 лет.

## Награды и признание
- Медаль «Прогресс» (2001)
- Заслуженный деятель физической культуры и спорта Азербайджанской Республики (2006)
- Орден «Слава» (2010)